# Onšov (kraj Wysoczyna)
Onšov – gmina w Czechach, w powiecie Pelhřimov, w kraju Wysoczyna. 1 stycznia 2014 liczyła 224 mieszkańców.